# Roble de Calvos

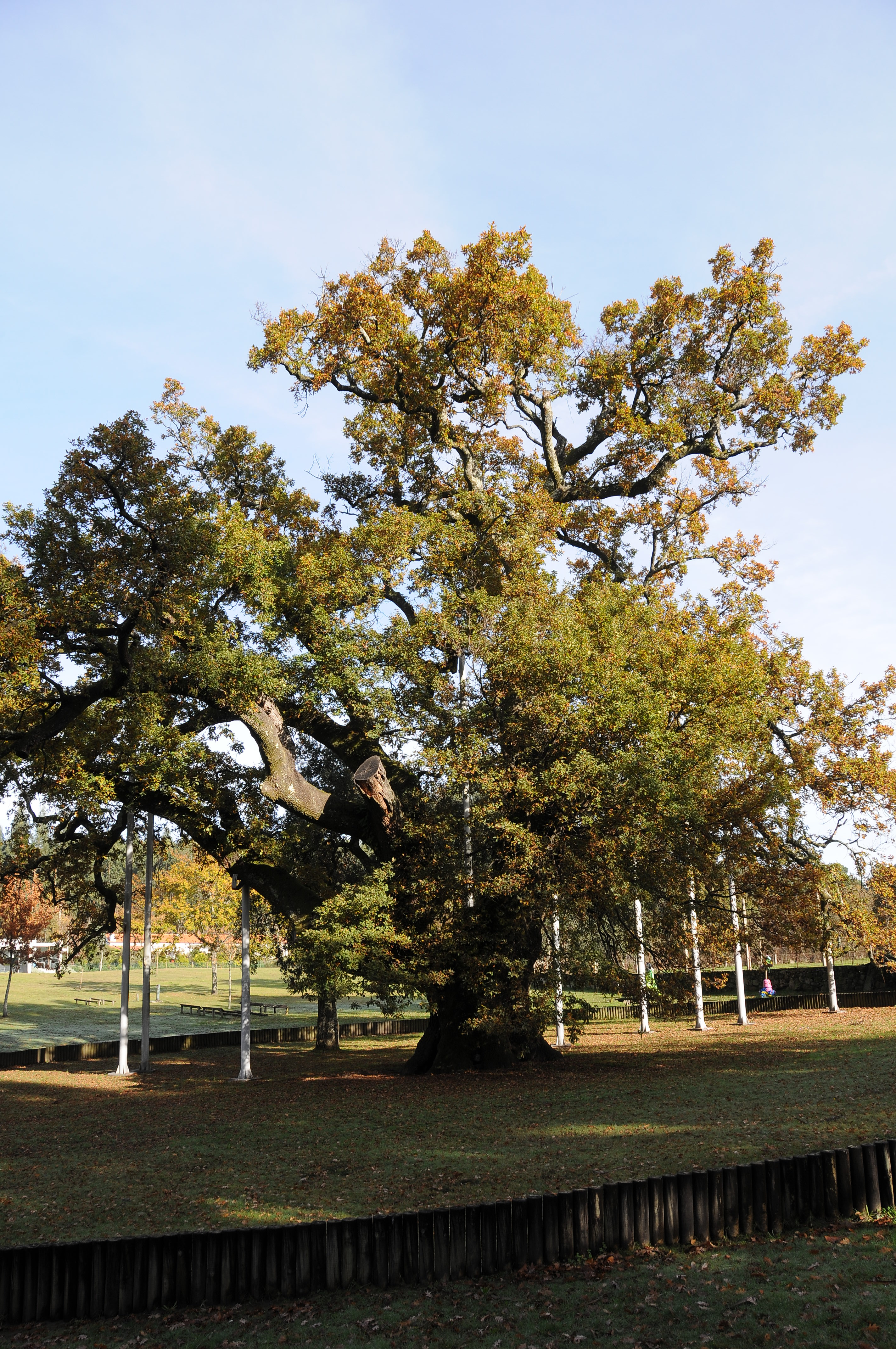
El Roble de Calvos.

El roble de Calvos está situado en Calvos, un pueblecito del municipio de Póvoa de Lanhoso, distrito de Braga, en Portugal. 
Su altura es de 23 metros y el tronco tiene 7,5 metros de circunferencia. 
Su edad se calcula en 500 años.
Desde 1997, está clasificado como árbol de interés público.